# Sân vận động Thomas Robinson
Sân vận động Thomas Robinson (tiếng Anh: Thomas Robinson Stadium) là một sân vận động đa năng ở Nassau, Bahamas. Sân hiện được sử dụng chủ yếu cho các trận đấu bóng đá. Sân vận động hiện có sức chứa 15.000 người, nhưng có thể mở rộng sức chứa của sân lên 23.000 người. Sân vận động này cũng là chủ nhà của Bahamas Bowl, một trận đấu bowl NCAA Division I College Football (bóng bầu dục Mỹ).
Sân vận động này được đặt theo tên của Thomas A. "Tom" Robinson, một cựu ngôi sao điền kinh, người đã đại diện cho Bahamas tại một số kỳ Thế vận hội.

## Đội tuyển bóng đá quốc gia Bahamas rút lui khỏi vòng loại World Cup 2014
Vào ngày 22 tháng 8 năm 2011, đội tuyển bóng đá quốc gia Bahamas đã rút lui khỏi vòng loại World Cup 2014, theo FIFA. Vài ngày sau, chủ tịch Hiệp hội bóng đá Bahamas đương nhiệm Anton Sealey cho biết nguyên nhân là do dự án Sân vận động Thomas Robinson ở Nassau đang được xây dựng chưa hoàn thiện.

## Bahamas Bowl (NCAA)
Bahamas Bowl là trận đấu bowl của bóng bầu dục đại học thuộc Division I của Hiệp hội Thể thao Đại học Quốc gia (NCAA), được tổ chức lần đầu tiên vào tháng 12 năm 2014 tại Sân vận động Thomas Robinson. American Athletic Conference đã trao vị trí của Conference USA tại Popeyes Bahamas Bowl và C-USA cho phép BYU thay thế vị trí của liên đoàn tại Miami Beach Bowl vào năm 2014.
C-USA đã mua Bahamas Bowl và sẽ chơi tại sân vận động bốn lần từ năm 2014 đến năm 2019 và có thể kéo dài lên sáu năm.
Trận đấu khai mạc được tổ chức vào ngày 24 tháng 12 năm 2014 với sự góp mặt của Central Michigan Chippewas (7-5) và Western Kentucky Hilltoppers (7-5). Western Kentucky đã giành chiến thắng trong trận đấu sau khi vượt qua sức ép dữ dội của Chippewas trong hiệp bốn. [Cần dẫn nguồn] Phiên bản thứ hai của trận đấu được diễn ra vào ngày 24 tháng 12 năm 2015.

## IAAF World Relays
Vào năm 2014, Sân vận động Thomas Robinson đã tổ chức IAAF World Relays lần đầu tiên, một giải đấu chạy tiếp sức do IAAF tổ chức. Đường chạy điền kinh Mondo mới đã được lắp đặt cho giải đấu. Sân vận động cũng đã tổ chức IAAF World Relays 2015.